# Jean (cigarrillos)
Tabacos Jean, S.A. comúnmente conocida como Jean, fue una compañía tabaquera española fundada en 1896. Conocida por introducir los cigarrillos industriales en la península ibérica, dominó el mercado en España entre las décadas de los años cincuenta y setenta.
Jean comenzó como fabricante de papel de fumar, hecho a partir de goma arábiga. En los años cincuenta, el avance de la empresa hacia el tabaco industrial lo posicionó como líder del mercado en España. Durante gran parte de la dictadura, fue la marca de cigarrillos más fumada en España. Solamente en el año 1959, la compañía vendió más de cien millones de cajetillas, cifra exorbitante para la época.
La muerte de Francisco Franco en 1975 supuso una mayor liberalización de la economía española, lo que incentivó una ardua competición entre las empresas, que hasta entonces habían sido reguladas como oligopolios. La sociedad Tabacalera, responsable de la exportación de cigarrillos a la península, retuvo de forma periódica el tabaco Jean en aduanas para facilitar la venta de Ducados, su propia marca. Así mismo, la aparición de las americanas Winston y Marlboro sumada a la gradual transición del consumidor hacia los cigarrillos rubios, acabó debilitando a Jean, forzando al gigante tabaquero a vender su última fábrica en las Islas Canarias en los años 80-90.
Entre los más célebres fumadores de Jean destacaban Juan de Borbón o Adolfo Suárez, entre otros.

## Historia

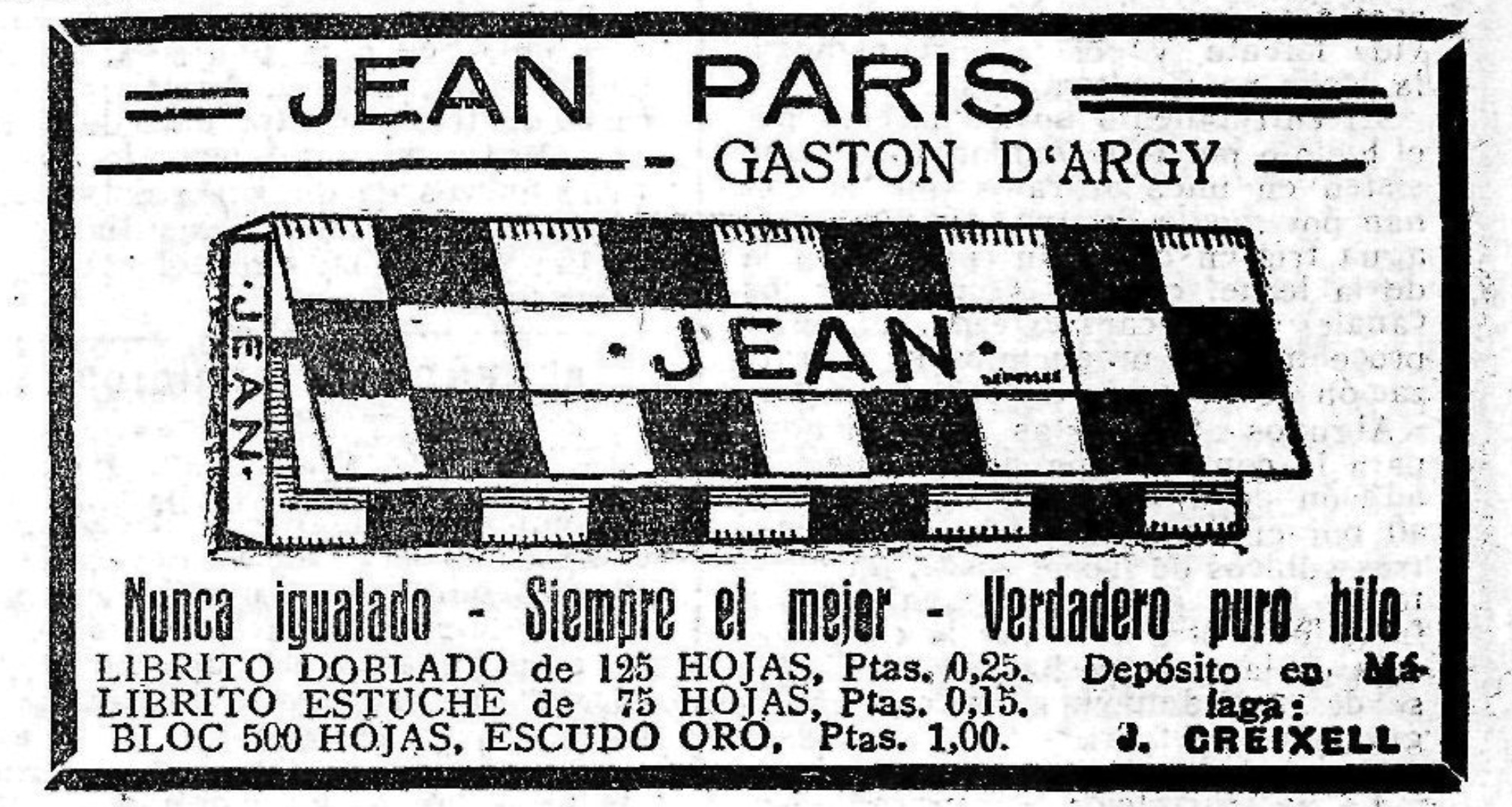
Anuncio de papel de fumar Jean en La Unión Ilustrada, 1928

El nombre "Jean" fue registrado como marca en España en 1896 y adquirida por los hermanos Roger. Tomaba su nombre del diplomático francés Jean Nicot, quien introdujo el tabaco en la Francia de Catalina de Médici, en 1560. "Manufacture de Papier à Cigarettes Gastón d'Argy", la empresa que había registrado la marca "Jean" en Francia dos años antes y más tarde en el registro internacional de Berna, reclamó el uso exclusivo del tradicional tablero de damas que distinguía la marca. El conflicto, que llegó a los tribunales, favoreció a la marca española. Pese a que ambas casas convivieron durante años, la firma francesa afirmaba todavía en un anuncio de 1917: "Exíjase siempre en la cubierta y al transparente el nombre Gaston d'Argy como prueba de su legitimidad". En ocasiones, también se anunciaba como "Legítimo Jean Paris". A finales de la década de 1920, la familia Lainz acababa con las disputas comprando ambas versiones de la marca (Jean Roger y Jean Gaston d'Argy), gestionándolas bajo una misma compañía, "Manufacturas Jean S.A.", constituida en 1929. Durante la dictadura franquista, pasó a llamarse "Tabacos Jean S.A.".
La familia Lainz, propietaria de la compañía, extendió la producción de la empresa, que por aquel entonces solo manufacturaba papel de fumar de goma arábiga. Es entonces cuando la empresa, dirigida por D. Manuel Lainz, se convierte en la primera en producir cigarrillos industriales modernos en la península ibérica.
Frecuente triunfadora en premios, ganó medallas de oro y plata en la segunda edición de la "Selección Mundial de Tabacos y Productos Manufcaturados", celebrada en Bruselas el 30 de marzo de 1968.
Aparte de su propia marca, la empresa también comercializaba los cigarrillos Tanausú y Colón.

## Distribución

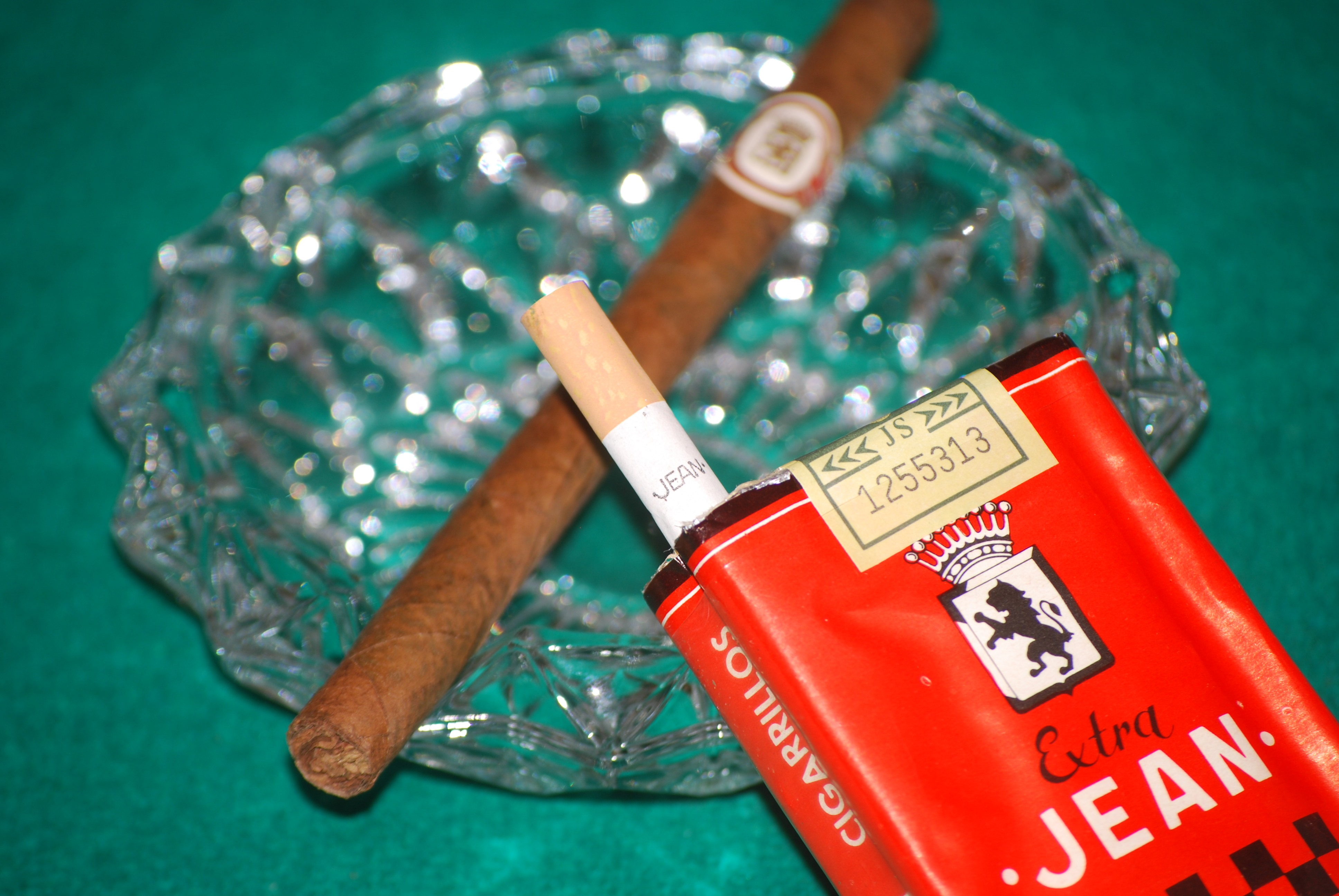
Paquete Extra Rojo y un N.º 5

Jean se distribuía en varias modalidades y tamaños. Entre ellos, destacan:
- Jean Extra Rojo: la cajetilla más común, de color rojo y negro. Incluía 20 cigarrillos.
- Jean Extra Azul: la versión suave, de color azul claro y blanco. Incluía 20 cigarrillos.
- Jean N.º  1 Rojo: la cajetilla más pequeña, de color rojo y negro. Incluía 20 cigarrillos cortos.
- Jean N.º  1 Azul: la cajetilla más pequeña en versión suave, de color azul claro y blanco. Incluía 20 cigarrillos cortos.
- Jean N.º  5 Tubulares: Puros.